# ليه جونز
ليه جونز (بالإنجليزية: Les Jones)‏ (1 يناير 1930 المملكة المتحدة - 6 يناير 2016) هو لاعب كرة قدم بريطاني سابق كان يلعب كمدافع.